# Aiko Satō
Aiko Satō (jap. 佐藤愛子 Satō Aiko; ur. 18 października 1983) – japońska judoczka, mistrzyni świata.
Największym jej sukcesem było mistrzostwo świata zdobyte w Paryżu w 2011 roku w kategorii do 57 kg. W 2007 podczas mistrzostw w Rio de Janeiro była trzecia w tej samej kategorii.